# Airvault

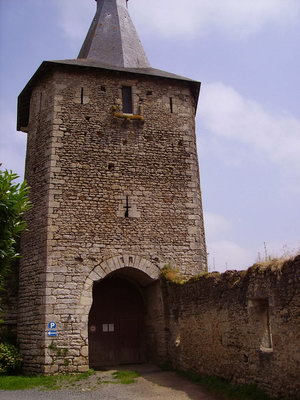
Fortified gate

Airvault là một xã ở tỉnh Deux-Sèvres trong vùng Nouvelle-Aquitaine phía tây nướcPháp. Xã này nằm ở khu vực có độ cao từ 67-140 mét trên mực nước biển. It is located on the River Thouet.